# Mido (futbolista)
Ahmed Hossam Hussein Abdelhamid (Árabe: احمد حسام حسين عبد الحميد), más conocido como Mido (El Cairo, Egipto; 23 de febrero de 1983) es un exfutbolista y entrenador egipcio. Jugó de delantero y actualmente entrena al Zamalek Sporting Club.

## Trayectoria como jugador
Mido comenzó su carrera con El Zamalek en Egipto en 1999. Dejó al equipo por el K.A.A. Gent de Bélgica en 2000, donde ganó el Botín de Oro Belga. Esto provocó el interés y su inmediata transferencia a Holanda, con el Ajax de Ámsterdam en 2001, desde donde fue transferido al Celta de Vigo en préstamo durante los primeros seis meses de 2003. Su siguiente destino fue el Olympique de Marseille en Francia, dejándolos por el A.S. Roma en 2004. Después se unió al Tottenham Hotspur F.C. en 2005 prestado y finalmente adquirido en 2006 por el equipo inglés. Dejó a este club para unirse al Middlesbrough en 2007, donde salió para unirse al Wigan Athletic a principios de 2009.
Mido fue un internacional absoluto con la selección de Egipto. Lleva 48 presentaciones y ha marcado 19 goles.

### Zamalek SC y K.A.A. Gent
Nacido en El Cairo, Mido comenzó su carrera en 1999 con el Zamalek SC, equipo de la Primera División de Egipto. Anotó tres goles en cuatro apariciones con el Zamalek, lo que atrajo la atención del K.A.A. Gent de Bélgica, que lo fichó en el 2000. Ganó la Bota de Ébano en 2001, durante su primera y única temporada en Bélgica, en la que anotó once goles en veintiún partidos.

### AFC Ajax
Mido fue transferido al AFC Ajax de la Eredivisie el 1 de julio de 2001. En septiembre de ese mismo año, sufrió una conmoción cerebral durante un partido por la Copa UEFA contra el Apollon Limassol en Chipre, tras chocar con un defensor y caer al suelo. Debió ser trasladado a un hospital local y llegó a estar en una silla de ruedas, ya que no podía mover bien ni su brazo ni su pierna. El entrenador del Ajax, Co Adriaanse, dijo que era una seria decepción para el Ajax, ya que Mido es uno de nuestros delanteros más peligrosos.
En octubre de ese año, Mido regresó al equipo frente al SC Heerenveen; el Ajax perdió por 5:1, rompiendo una racha de nueve victorias consecutivas. Sin embargo, fue expulsado durante un partido contra el FC Twente, después de patear a su oponente mientras intentaba ganarle el balón; esto le valió una suspensión de tres partidos. Regresó al equipo en la victoria por 5:1 ante el Vitesse, ingresando como sustituto en el minuto 75, reemplazando a Wamberto.
 

Después de no ser llamado para el clásico frente al Feyenoord en marzo de 2002, tuvo una discusión con su técnico, Ronald Koeman, provocando el enojo del atacante y yéndose a tomar unas pequeñas vacaciones a El Cairo. Mido terminó el 2001-02 con el Doblete de Copa y Liga Holandesa y marcando un gol en la victoria frente al FC Utrecht ganando la Copa Amstel. Jugó tan solo por 32 minutos, alegando que se sentía cansado y ligeramente lesionado, pero Ronald Koeman dijo que Mido no estaba dando todo su potencial. El futbolista reveló, en septiembre de 2002, que quería irse del club de Ámsterdam. Pidió disculpas por sus palabras poco después y declaró que no quería marcharse del club, pero la mala relación con Koeman hizo que lo relegarán del equipo, alegando razones disciplinarías. Su precaría situación con el club llamó la atención de clubes de la Serie A como Juventus de Turín y el S.S. Lazio, después se supo que había lanzado un par de tijeras a su compañero Zlatan Ibrahimović, volviéndose un hecho su salida del club de Ámsterdam..
 Celta de Vigo 

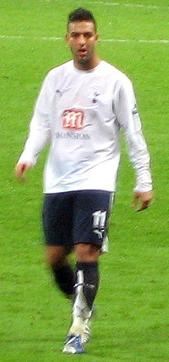
Ahmed Hossam Mido.

En marzo de 2003 el Celta de Vigo realizó una oferta de préstamo para adquirir los servicios del delantero africano, pero esta no fue aprobada por la FIFA, aunque poco después, el organismo se retractó y permitió la transferencia, terminando el traspaso el 18 de marzo de 2003. Mido anotó un gol en su presentación con el club gallego enfrentando al Athletic de Bilbao, cotejo que el Celta ganó 2-1. El Ajax tasó al hábil delantero en un precio entre 5 y 6 millones de Euros, dado el interés de clubes italianos y españoles. El Ajax le ofreció regresar al club, pero Mido rechazó la oferta para quedarse con el club gallego. Mido fue relacionado con el club A.S. Roma en mayo de 2002, ya que el técnico romano, Franco Sensi, dijo "Quiero a Mido", pero el Ajax reveló que buscaba unos 15 millones de Euros por el egipcio. Ajax rechazó una oferta para préstamo del Real Betis en junio. El Celta no podía financiarse el posible fichaje del atacante, así que el OM (Olympique de Marseille), presentó una jugosa oferta por el delantero.
Marseille 
Ajax aceptó los 12 millones de Euros del Marseille por Mido el 12 de julio de 2003, con un contrato por cinco años, volviendo al jugador el egipcio más caro de la historia. Hizo su debut con la casaca del Marseille contra el Dínamo de Bucarest en un juego de pretemporada, donde fue sustituido por lesión. Posteriormente realizó su debut como goleador frente al PAOK griego en otro juego de pretemporada, donde hizo dos goles y puso dos asistencias. Jugó su primer partido oficial el 2 de agosto de 2003 frente al Guingamp, ganándose los elogios de Jean-Pierre Papin. Mido sufrió una lesión en marzo de 2004 lo que provocó su salida del Marseille al finalizar la campaña de 2003-04. Un club inglés y algunos españoles estaban interesados en los servicios de egipcio, quien era minimizado en el club por el marfileño Didier Drogba. Atlético de Madrid, Real Zaragoza, Osasuna, Celta de Vigo, Newcastle, Beşiktaş y Roma querían llevárselo, siendo la Roma quien se hiciera con los servicios del delantero, quien se encontraba lesionado por el resto del torneo.
 A.S. Roma 
Mido firmó con la Roma el último día de transferencias del año 2004, por unos 6 millones de Euros. Se perdió los tres primeros partidos y en su debut frente al Messina en septiembre de 2004, perdió por marcador de 4-3. Se habló acerca de un traspaso al Valencia a cambio de Bernardo Corradi. También se le ligó con el Manchester City de la Premier League inglesa. Southampton mencionó tenerlo en su lista de objetivos, pero su agente, Christophe Henrotay, dijo que la Roma no estaba de acuerdo con transferir a Mido a ningún club hasta el final de la temporada. Su agente confirmó el interés de Mido por salir del club y el Tottemham Hotspur manifestó su interés por el atacante.
 Tottnham Hotspur 
Mido firmó para el Tottenham Hotspur en un contrato a préstamo de año y medio en enero de 2005. Marcó dos goles en su debut frente al Portsmouth en febrero de 2005. Marcó tres goles en 11 presentaciones durante la temporada 2004-05. Mido anunció planes para fundar su propia academia de fútbol en Egipto en julio de 2005, con el objetivo de captar talento en el país. Dijo que no le interesaba volver a Roma, pero deseoso de firmar permanentemente con el Tottenham. El entonces técnico del equipo, Martin Jol, dijo estar confiado en firmar permanentemente al delantero dadá la gran calidad que mostraba, pero, dado el interés de algunos clubes de llevárselo, no creía que pudieran conservarlo. Su posible transferencia a otro club fue dudosa, ya que sufrió una lesión. Terminó la campaña 2005-06 con 11 goles en 27 apariciones, siendo el segundo máximo anotador del club de Londres, pero se mantenía abierta la posibilidad de regresar a Roma.
En agosto de 2006, Mido terminó renovando su contrato con el club. Su regreso al equipo fue celebrado por algunos fanes, augurando muchos más goles con el club. Debido a su baja productividad, de nuevo se habló de una salida del club de Londres, para enfundarse en la casaca del segundo equipo más grande de Mánchester: el Manchester City. Mido marcó el último de sus cinco goles en 23 presentaciones con el Tottenham frente al Arsenal F.C., en enero de 2007. Al finalizar la temporada 2006-07 admitió que fue un error renovar su contrato con el Tottenham.
 Middlesbrough 
Birmingham City y Sunderland F.C. hicieron una oferta de 6 millones de Euros por Mido, pero fue el Middlesbrough F.C., quien hizo una oferta similar a la de los otros dos equipos, la diferencia fue que este sí lo pudo firmar, en un contrato por cuatro años. Marcó en su debut frente al Fulham y en su debut en casa frente al Newcastle United. Durante el enfrentamiento, Mido fue víctima de ataques religiosos, dadá su condición de practicante islámico, situación que fue investigada por la F.A..
Sufrió una fractura en el hueso público que lo mantuvo fuera tres meses hasta el partido de la Copa F.A., frente al Mansfield Townen enero de 2008. Sufrió un castigo de tres partidos en un enfrentamiento contra el Arsenal, por golpear a Gaël Clichy en el rostro. Quedó fuera de la campaña 2007-08 para ser operado de una hernia en la zona pélvica. En el partido de presentación del Middlesbrough frente al Tottenham en la campaña 2008-09, entrando de cambió en el minuto 82' y marcandó minutos después. Marcó la semana después en el partido frente al Liverpool F.C. en la derrota del Boro de 2-1 en Anfiel Road; marcó un par más frente al Yeovil Town, por la copa de la liga y frente al Portsmouth en la Premier. Fue atacado de nueva cuenta en un partido frente al Newcastle United, lo que provocó la furia del delantero con la F.A., ya que sus investigaciones no habían sido productivas. Finalmente fueron encarcelados y enjuiciados un par de sujetos.
 Wigan Ahletic 
En enero de 2009, el Wigan Athletic anunció la incorporación del delantero, en un préstamo de seis meses. Como de costumbre, marcó en su debut frente al Liverpool, de penal, en el empate a un gol el 28 de enero. Mido terminó el préstamo con más pena que gloria y regresó al Middlesbrough, quien lo cedió a El Zamalek, su club de origen, por todo el año después de ser relegado a la Coca-Cola Championship.
 West Ham United 
 Barnsley FC 
El 21 de junio de 2012 firma una contrato por un año con el Barnsley Football Club de la Football League Championship inglesa. En 28 jornadas de liga tan solo juega 27 minutos en su debut y único partido ante el Huddersfield Town, partido que finalizó con la derrota de su equipo por 1-0. El 31 de enero de 2013 rescinde su contrato de mutuo acuerdo con la directiva del equipo.

### Internacional
Fue internacional con Egipto 48 veces, marcando 19 goles. Mido marcó en su debut como internacional contra los Emiratos Árabes Unidos, en la victoria egipcia de 2-1. En mayo de 2004, mandó un fax a las oficinas de la federación egipcia para decir que no estaba en condiciones, tanto físicas como psicológicas, de representar a su patria; Mido era parte de la selección egipcia para la Copa Africana de Naciones en 2004.
Marco Tardelli, técnico de Egipto, excluyó de la selección al delantero en septiembre de 2004, ya que se declaró lesionado y 24 horas después, estaba jugando un amistoso para la Roma. Un día después, dijo que era mentira que no hubiera querido representar a su país. La Asociación Egipcia de Fútbol dijo que era probable que no volviera a jugar con Egipto. Tras la destitución de Tardelli como técnico de la Selección Egipcia, la Federación dijo estar de acuerdo con olvidar los errores pasados del jugador y permitirle representar a la Selección. Mido voló a El Cairo en febrero de 2005, realizó una disculpa pública y un mes después volvía a representar a su país.
Mido fue dejado fuera del partido de semifinales de la Copa Africana de Naciones en 2006 contra Senegal, consecuencia de una discusión con el técnico, Hassan Shehata, por reclamar al ser sustituido. Un día después del partido, llegó la reconciliación con el técnico, pero mantenía la suspensión de seis meses para no jugar con Egipto. Dejando de lado su suspensión, fue llamado para la Copa Africana de Naciones 2008.

## Clubes

### Como jugador
| Club              | País         | Año       | PJ | G  |
| ----------------- | ------------ | --------- | -- | -- |
| Zamalek           | Egipto       | 1999–2000 | 4  | 3  |
| K.A.A. Gent       | Bélgica      | 2000–2001 | 21 | 11 |
| Ajax              | Países Bajos | 2001–2003 | 40 | 21 |
| Celta de Vigo     | España       | 2003      | 8  | 4  |
| Marsella          | Francia      | 2003–2004 | 22 | 7  |
| A.S. Roma         | Italia       | 2004–2006 | 8  | 0  |
| Tottenham Hotspur | Inglaterra   | 2005–2007 | 48 | 14 |
| Middlesbrough     | Inglaterra   | 2007–2008 | 25 | 6  |
| Wigan Athletic    | Inglaterra   | 2009      | 12 | 2  |
| Zamalek           | Egipto       | 2009–2010 | 15 | 1  |
| West Ham United   | Inglaterra   | 2010      | 9  | 0  |
| Ajax              | Países Bajos | 2010–2011 | 6  | 3  |
| Zamalek           | Egipto       | 2011-12   | 4  | 3  |
| Barnsley          | Inglaterra   | 2012-13   | 1  | 0  |

### Como entrenador
| Club                     | País           | Año       |
| ------------------------ | -------------- | --------- |
| Zamalek SC               | Egipto         | 2014      |
| Ismaily Sporting Club    | Egipto         | 2015      |
| Ismaily Sporting Club    | Egipto         | 2015      |
| Zamalek SC               | Egipto         | 2016      |
| Wadi Degla Sporting Club | Egipto         | 2016-2017 |
| Al-Wehda Club            | Arabia Saudita | 2018-2019 |
| Misr Lel Makkasa Club    | Egipto         | 2019-2020 |